# Rhapsody of Fire

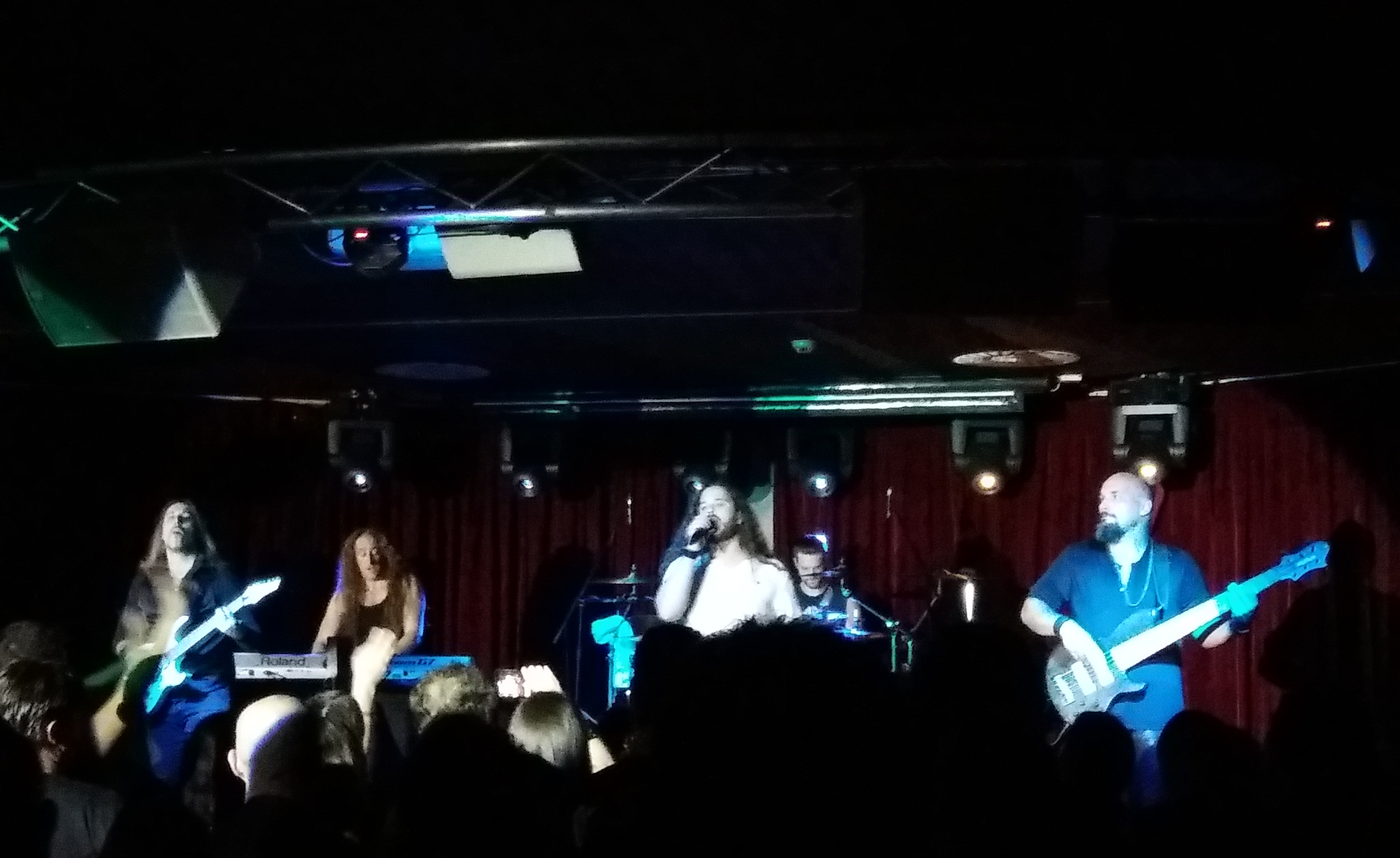
Rhapsody of Fire in 2019

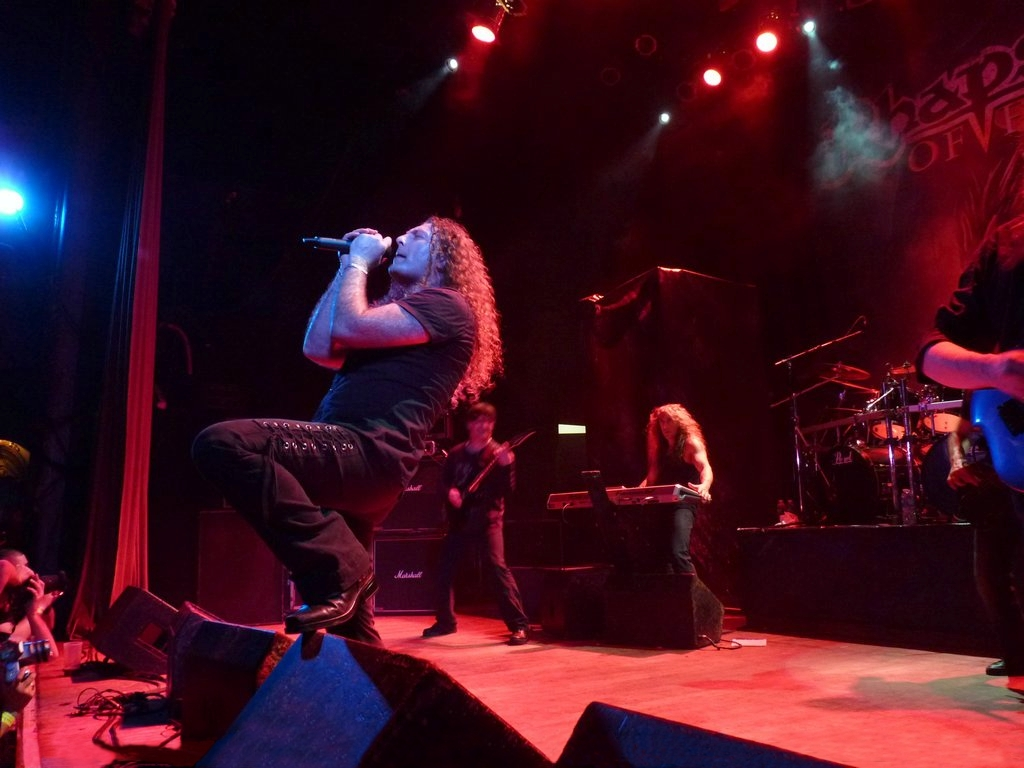
Rhapsody of Fire 2010

Rhapsody of Fire is een Italiaanse powermetalband, vaak ook Rhapsody genoemd, zoals zij officieel tussen 1997 en medio 2006 heetten. De groep maakt gebruik van een klassiek ensemble en koor voor hun typische sound. Rhapsody's muziek is zeer episch en zou evenwel filmmuziek kunnen zijn. Elk album vertelt een stuk van een groot verhaal.

## Biografie
Rhapsody of Fire is in Triëst begonnen onder de naam Thundercross, maar brachten in 1997 hun eerste album Legendary Tales uit, waarbij de naam gewijzigd werd in Rhapsody. De oprichters Luca Turilli en Alex Staropoli maakten er een zeer episch album van. Hoewel voorheen ook neo-klassieke metal had bestaan voegde Rhapsody klassieke, barok en heavy metal samen in een zeer symfonische vorm van metal. De klassieke invloeden komen van componisten zoals Vivaldi, Bach en Paganini. Ook invloeden van powermetal en fantasiethemas zijn merkbaar bij Rhapsody.
In de volgende jaren ontwikkelde Turilli en Staropoli, vervoegd door Fabio Lione als vocalist, deze nieuwe vorm van muziek met albums zoals Symphony of Enchanted Lands (1998), Dawn of Victory (2000), Rain of a Thousand Flames (2001) en Power of the Dragonflame (2002). Ze schreven stukken zoals "Emerald Sword" gebaseerd op Russische folklore en Keltische elementen en creëerden hiermee wat bekend was als de "Emerald Sword Saga".
Turilli schrijft de meeste teksten en is ook gitarist. Zijn liederen verwijzen meestal naar mystiek van de middeleeuwen en de heroïsche waarden van die tijd. Vooral de eeuwigdurende strijd tussen het goede en het kwade komt aan bod. Turilli zegt dat het kwade overal te vinden is, maar dat het nooit de overhand zal halen als mensen van goede wil er tegen vechten.
Christopher Lee was betrokken bij Rhapsody's laatste project en vertelde de verhaallijn. Dit album was een vervolg van "Symphony of Enchanted Lands" en werd "Symphony of Enchanted Lands II: The Dark Secret genoemd. Dit album verscheen in 2004.
De band bracht ook een nieuwe single uit in 2005, met nieuwe versies van "The Magic of the Wizard's Dream", een zeer populair nummer van het album "Symphony of Enchanted Lands II - The Dark Secret". Lee werd toegevoegd als ondersteunende vocalist voor Lione, omdat de band vond dat het vertellende gedeelte van de Wizard King niet even goed kon zijn als Lee niet ten minste eenmaal zijn stem zou lenen aan een lied. Het lied werd herschreven in vier verschillende talen: Engels, Duits, Italiaans en Frans. Ook de originele versie en een duet zijn terug te vinden op de cd, beide in het Engels. Hierdoor ontstond ook Rhapsody's tweede videoclip. De band bracht ook twee nieuwe liedjes uit, exclusief voor deze single: "Autumn Twilight" and "Lo Specchio D’Argento". Deze single kwam uit op 29 maart.
In juli 2006 werd de naam Rhapsody uitgebreid tot Rhapsody of Fire vanwege een rechtenconflict met betrekking tot het merk- en auteursrecht. Het betrof een twist die blijkbaar al jarenlang aansleepte, maar Rhapsody Of Fire zag zich in 2006 gedwongen hun naam te veranderen omdat het anders onmogelijk zou zijn nog albums uit te brengen in bepaalde landen (zoals de VS en Canada). Het probleem escaleerde pas toen ze tijdens een grote tour de VS en Canada aandeden, daar er al een band bestond die de naam Rhapsody had laten registreren. Nu, Luca Turilli en de zijnen trekken het zich niet aan dat ze een naamsverandering moeten doorvoeren, want op 25 september verschijnt hun nieuwe album "Triumph Or Agony", welke het tweede deel is uit de Dark Secret saga. Op 28 september 2016 maakte de band bekend dat Fabio Lione de band verlaat.

### Artiesten
- Giacomo Voli: vocalist
- Roby di Micheli: gitarist
- Alex Staropoli: keyboard, pianist
- Manu Lotter: slagwerk
- Alessandro Sala: basgitarist

## Discografie

### Albums
- Legendary Tales (1997)
- Symphony of Enchanted Lands (1998)
- Dawn of Victory (2000)
- Rain of a Thousand Flames (2001)
- Power of the Dragonflame (2002)
- Symphony of Enchanted Lands II: The Dark Secret (2004)
- Tales from the Emerald Sword Saga (compilatiealbum, 2004)
- Live in Canada 2005 - The Dark Secret (2006)
- Triumph or Agony (2006)
- The Frozen Tears of Angels (2010)
- From Chaos to Eternity (2011)
- Dark Wings of Steel (2013)
- Into the Legend (2016)
- Legendary Years (Re-Recorded, 2017)
- The Eighth Mountain (2019)
- Glory for Salvation (2021)

### Ep's
- Land of Immortals (demo, 1994)
- Eternal Glory (demo, 1995)
- The Dark Secret (2004)
- The Cold Embrace of Fear (2010)

### Singles
- Emerald Sword (1998)
- Holy Thunderforce (2000)
- The Magic of the Wizard's Dream (2005)

### Dvd's
- Visions from the Enchanted Lands (2007)